# Grandes superficies

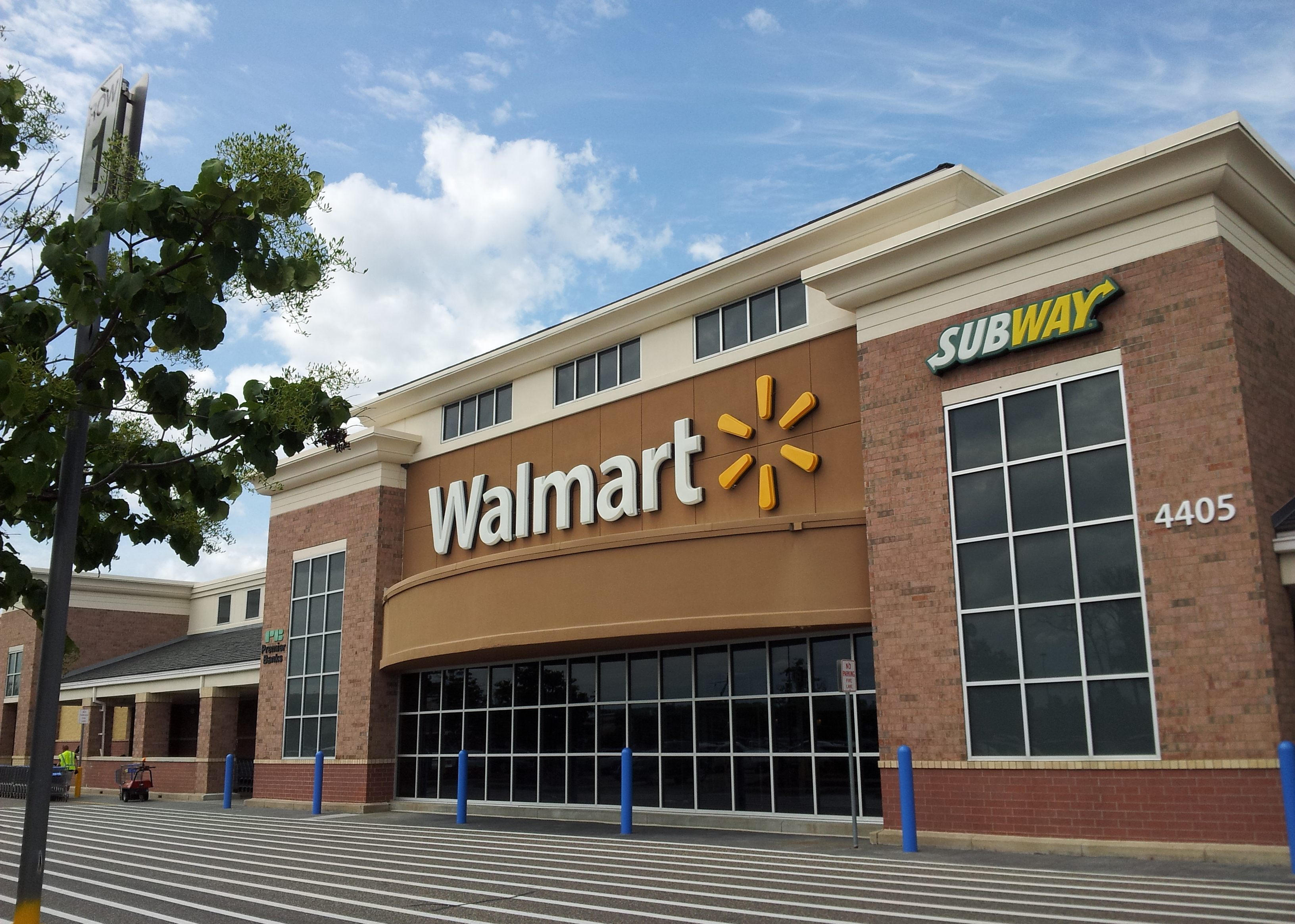
Walmart es una de las tiendas más importantes a nivel mundial dentro del segmento de Grandes Superficies.

Grandes superficies es el nombre que reciben las tiendas y mercados de gran tamaño localizados en un edificio o recinto techado en la periferia de las ciudades, por lo general de varios pisos, y que venden un variado tipo de productos; en el caso de la venta de alimentos o productos de limpieza de forma casi exclusiva se denominan hipermercados.
Las tiendas de varios pisos situadas en el centro de las ciudades y que venden principalmente ropa, artículos electrónicos (como por ejemplo electrodomésticos) y también alimentos, tanto de forma combinada como de forma especializada se denominan "grandes almacenes" o "tiendas por departamento".
Las Grandes Superficies especializadas en alimentación se denominan GSA (Gran superficie de Alimentación), estas pueden, además de vender productos de alimentación, comercializar otras familias de producto como electrónica, ropa, etc.
Las Grandes Superficies especializadas en productos para crear o mejorar la vivienda son la GSB (Gran Superficie de Bricolaje)
La diferencia con respecto a los centros comerciales es que estos últimos son recintos habilitados para varias tiendas, mientras que las grandes superficies son tiendas únicas de gran tamaño. La mayoría de los centros comerciales incluyen unos grandes almacenes o un hipermercado.